# 哈里·福格特
哈里·福格特（德語：Harry Voigt，1913年6月15日—1986年10月29日），德国男子田径运动员，主攻400米赛跑。他曾代表德国参加1936年夏季奥林匹克运动会田径比赛，获得男子4×400米接力铜牌。